# Gastrolobium calycinum
Gastrolobium calycinum är en ärtväxtart som beskrevs av George Bentham. Gastrolobium calycinum ingår i släktet Gastrolobium och familjen ärtväxter. Inga underarter finns listade i Catalogue of Life.